# Torre d'en Llobet
La torre d'en Llobet és un edifici d'Arenys de Mar (Maresme) declarat bé cultural d'interès nacional. Es tracta d'una torre de guaita construïda el 1560, de forma cilíndrica, de 7 metres de diàmetre exterior i amb 1,25 metres de gruix. La seva alçada és d'uns 16 metres des del primer pla interior i conté una planta semisoterrani i dues de pis, totes elles cobertes amb volta. Tenia dues entrades: una pel portell d'agulla, que, des del carrer de Jaume Borrell, dona pas al semisoterrani (la seva reduïda alçada obligava a entrar-hi ajupit). L'altra entrada era per la poterna que hi ha a la segona planta, a la que s'hi accedia per una escala de mà o, tal volta, per una passarel·la de fusta que es muntava cada vegada des de la casa del davant.